# Leichtathletik-Halleneuropameisterschaften 1987
Die 18. Leichtathletik-Halleneuropameisterschaften fanden vom 21. bis 22. Februar 1987 im Stade Couvert Régional in Liévin statt. Frankreich war zum dritten Mal nach 1972 und 1981 Gastgeberland der Veranstaltung.

## Ergebnisse Männer

### 60 m
| Platz | Athlet               | Land | Zeit (s) |
| ----- | -------------------- | ---- | -------- |
| 1     | Marian Woronin       | POL  | 6,51     |
| 2     | Pierfrancesco Pavoni | ITA  | 6,58     |
| 3     | Antonio Ullo         | ITA  | 6,61     |
| 4     | František Ptáčník    | TCH  | 6,61     |
| 5     | Walentin Atanassow   | BUL  | 6,62     |
| 6     | Antoine Richard      | FRA  | 6,63     |

### 200 m
| Platz | Athlet            | Land | Zeit (s) |
| ----- | ----------------- | ---- | -------- |
| 1     | Bruno Marie-Rose  | FRA  | 20,36    |
| 2     | Wladimir Krylow   | URS  | 20,53    |
| 3     | John Regis        | GBR  | 20,54    |
| 4     | Gilles Quenéhervé | FRA  | 20,83    |
| 5     | Erwin Skamrahl    | FRG  | 21,44    |
| 6     | Ronald Desruelles | BEL  | 21,78    |

### 400 m
| Platz | Athlet               | Land | Zeit (s) |
| ----- | -------------------- | ---- | -------- |
| 1     | Todd Bennett         | GBR  | 46,81    |
| 2     | Momtschil Charisanow | BUL  | 46,89    |
| 3     | Paul Harmsworth      | GBR  | 46,92    |
| 4     | Arjen Visserman      | NED  | 46,96    |
| 5     | Mark Henrich         | FRG  | 47,42    |
| 6     | Mauro Zuliani        | ITA  | 47,50    |

### 800 m
| Platz | Athlet           | Land | Zeit (min) |
| ----- | ---------------- | ---- | ---------- |
| 1     | Rob Druppers     | NED  | 1:48,13    |
| 2     | Wladimir Graudyn | URS  | 1:49,14    |
| 3     | Ari Suhonen      | FIN  | 1:49,56    |
| 4     | Anatoli Millin   | URS  | 1:50,24    |
| 5     | Jaap van Treijen | NED  | 1:51,03    |
| 6     | Tony Morrell     | GBR  | 1:58,31    |
| 7     | Gert Kilbert     | SUI  | 1:59,08    |
| 8     | Colomán Trabado  | ESP  | 2:14,16    |

### 1500 m
| Platz | Athlet             | Land | Zeit (min) |
| ----- | ------------------ | ---- | ---------- |
| 1     | Han Kulker         | NED  | 3:44,79    |
| 2     | Jens-Peter Herold  | GDR  | 3:45,36    |
| 3     | Klaus-Peter Nabein | FRG  | 3:45,84    |
| 4     | Igor Lotarjow      | URS  | 3:46,11    |
| 5     | Hervé Phélippeau   | FRA  | 3:46,14    |
| 6     | Andrés Vera        | ESP  | 3:47,89    |
| 7     | Luca Vandi         | ITA  | 3:48,31    |
| 8     | Yvan Perré         | FRA  | 3:48,54    |

### 3000 m
| Platz | Athlet             | Land | Zeit (min) |
| ----- | ------------------ | ---- | ---------- |
| 1     | José Luis González | ESP  | 7:52,28    |
| 2     | Dieter Baumann     | FRG  | 7:53,93    |
| 3     | Pascal Thiébaut    | FRA  | 7:54,03    |
| 4     | Mark Rowland       | GBR  | 7:54,64    |
| 5     | Mogens Guldberg    | DEN  | 7:56,10    |
| 6     | Bruno Levant       | FRA  | 7:56,42    |
| 7     | Franco Boffi       | ITA  | 7:59,23    |
| 8     | Billy Dee          | GBR  | 8:00,73    |

### 60 m Hürden
| Platz | Athlet           | Land | Zeit (s) |
| ----- | ---------------- | ---- | -------- |
| 1     | Arto Bryggare    | FIN  | 7,59     |
| 2     | Colin Jackson    | GBR  | 7,63     |
| 3     | Nigel Walker     | GBR  | 7,65     |
| 4     | Jonathan Ridgeon | GBR  | 7,71     |
| 5     | György Bakos     | HUN  | 7,74     |
|       | Jiří Hudec       | TCH  | DNF      |

### 5000 m Gehen
| Platz | Athlet                 | Land | Zeit (min) |
| ----- | ---------------------- | ---- | ---------- |
| 1     | Jozef Pribilinec       | TCH  | 19:08,44   |
| 2     | Ronald Weigel          | GDR  | 19:08,93   |
| 3     | Roman Mrázek           | TCH  | 19:10,77   |
| 4     | Sándor Urbanik         | HUN  | 19:13,09   |
| 5     | Michail Schtschennikow | URS  | 19:18,31   |
| 6     | Zdzisław Szlapkin      | POL  | 19:19,16   |
| 7     | Jan Staaf              | SWE  | 19:19,96   |
| 8     | Ljubomir Iwanow        | BUL  | 19:38,85   |

### Hochsprung
| Platz | Athlet                 | Land | Höhe (m) |
| ----- | ---------------------- | ---- | -------- |
| 1     | Patrik Sjöberg         | SWE  | 2,38     |
| 2     | Carlo Thränhardt       | FRG  | 2,36     |
| 3     | Hennadij Awdjejenko    | URS  | 2,36     |
| 4     | Ján Zvara              | TCH  | 2,33     |
| 5     | Roland Dalhäuser       | SUI  | 2,30     |
| 6     | Andre Schneider-Laub   | FRG  | 2,27     |
| 7     | Dalton Grant           | GBR  | 2,27     |
| 8     | Krzysztof Krawczyk     | POL  | 2,24     |
| 8     | Eugen-Cristian Popescu | ROU  | 2,24     |

### Stabhochsprung
| Platz | Athlet           | Land | Höhe (m) |
| ----- | ---------------- | ---- | -------- |
| 1     | Thierry Vigneron | FRA  | 5,85     |
| 2     | Ferenc Salbert   | FRA  | 5,85     |
| 3     | Marian Kolasa    | POL  | 5,80     |
| 4     | Philippe Collet  | FRA  | 5,75     |
| 5     | Radion Gataullin | URS  | 5,60     |
| 6     | Nikolaj Nikolow  | BUL  | 5,60     |
| 7     | Atanas Tarew     | BUL  | 5,60     |
| 8     | Asko Peltoniemi  | FIN  | 5,50     |

### Weitsprung
| Platz | Athlet                 | Land | Weite (m) |
| ----- | ---------------------- | ---- | --------- |
| 1     | Robert Emmijan         | URS  | 8,49      |
| 2     | Giovanni Evangelisti   | ITA  | 8,26      |
| 3     | Christian Thomas       | FRG  | 8,12      |
| 4     | László Szalma          | HUN  | 8,07      |
| 5     | Norbert Brige          | FRA  | 8,05      |
| 6     | Jarmo Kärnä            | FIN  | 7,95      |
| 7     | Ron Beer               | GDR  | 7,87      |
| 8     | Dimitrios Chatzopoulos | GRE  | 7,85      |

### Dreisprung
| Platz | Athlet             | Land | Weite (m) |
| ----- | ------------------ | ---- | --------- |
| 1     | Serge Hélan        | FRA  | 17,15     |
| 2     | Christo Markow     | BUL  | 17,12     |
| 3     | Mykola Mussijenko  | URS  | 17,00     |
| 4     | Ján Čado           | TCH  | 16,96     |
| 5     | Wladimir Plechanow | URS  | 16,89     |
| 6     | Arne Holm          | SWE  | 16,76     |
| 7     | Didier Falise      | BEL  | 16,33     |
| 8     | Georgi Pomaschki   | BUL  | 16,28     |

### Kugelstoßen
| Platz | Athlet            | Land | Weite (m) |
| ----- | ----------------- | ---- | --------- |
| 1     | Ulf Timmermann    | GDR  | 22,19     |
| 2     | Werner Günthör    | SUI  | 21,53     |
| 3     | Sergei Smirnow    | URS  | 20,97     |
| 4     | Klaus Bodenmüller | AUT  | 20,16     |
| 5     | Karsten Stolz     | FRG  | 19,64     |
| 6     | Rolf Saalfrank    | FRG  | 19,41     |
| 7     | Vladimir Milić    | YUG  | 19,30     |
| 8     | Georgi Todorow    | BUL  | 19,07     |

## Ergebnisse Frauen

### 60 m
| Platz | Athletin       | Land | Zeit (s) |
| ----- | -------------- | ---- | -------- |
| 1     | Nelli Cooman   | NED  | 7,01     |
| 2     | Anelija Nunewa | BUL  | 7,06     |
| 3     | Marlies Göhr   | GDR  | 7,12     |
| 4     | Els Vader      | NED  | 7,19     |
| 5     | Wendy Hoyte    | GBR  | 7,27     |
| 6     | Paula Dunn     | GBR  | 7,28     |

### 200 m
| Platz | Athletin               | Land | Zeit (s) |
| ----- | ---------------------- | ---- | -------- |
| 1     | Kirsten Emmelmann      | GDR  | 23,10    |
| 2     | Blanca Lacambra        | ESP  | 23,19    |
| 3     | Marie-Christine Cazier | FRA  | 23,40    |
| 4     | Daniela Ferrian        | ITA  | 23,57    |
| 5     | Maria Fernström        | SWE  | 24,50    |
| 6     | Sisko Markkanen        | FIN  | 24,55    |

### 400 m
| Platz | Athletin         | Land | Zeit (s) |
| ----- | ---------------- | ---- | -------- |
| 1     | Marija Pinigina  | URS  | 51,27    |
| 2     | Gisela Kinzel    | FRG  | 52,29    |
| 3     | Cristina Pérez   | ESP  | 52,63    |
| 4     | Helga Arendt     | FRG  | 52,64    |
| 5     | Judit Forgács    | HUN  | 52,87    |
| 6     | Marzena Wojdecka | POL  | 52,97    |

### 800 m
| Platz | Athletin           | Land | Zeit (min) |
| ----- | ------------------ | ---- | ---------- |
| 1     | Christine Wachtel  | GDR  | 1:59,89    |
| 2     | Sigrun Wodars      | GDR  | 2:00,50    |
| 3     | Ljubow Kirjuchina  | URS  | 2:01,85    |
| 4     | Gabriela Sedláková | TCH  | 2:02,24    |
| 5     | Montserrat Pujol   | ESP  | 2:02,31    |
| 6     | Slobodanka Čolović | YUG  | 2:03,04    |
| 7     | Janet Bell         | GBR  | 2:05,92    |
| 8     | Ute Lix            | FRG  | 2:09,14    |

### 1500 m
| Platz | Athletin           | Land | Zeit (min) |
| ----- | ------------------ | ---- | ---------- |
| 1     | Sandra Gasser      | SUI  | 4:08,76    |
| 2     | Swetlana Kitowa    | URS  | 4:09,01    |
| 3     | Ivana Walterová    | TCH  | 4:09,99    |
| 4     | Katrin Wühn        | GDR  | 4:10,70    |
| 5     | Nikolina Schterewa | BUL  | 4:14,92    |
| 6     | Uta Eckhardt       | FRG  | 4:17,79    |
| 7     | Nathalie Froget    | FRA  | 4:18,56    |
| 8     | Christine Hanon    | FRA  | 4:21,89    |

### 3000 m
| Platz | Athletin          | Land | Zeit (min) |
| ----- | ----------------- | ---- | ---------- |
| 1     | Yvonne Murray     | GBR  | 8:46,06    |
| 2     | Elly van Hulst    | NED  | 8:51,40    |
| 3     | Brigitte Kraus    | FRG  | 8:53,01    |
| 4     | Vera Michallek    | FRG  | 8:55,58    |
| 5     | Christina Mai     | FRG  | 8:56,98    |
| 6     | Ingrid Delagrange | BEL  | 9:11,38    |

### 60 m Hürden
| Platz | Athletin           | Land | Zeit (s) |
| ----- | ------------------ | ---- | -------- |
| 1     | Jordanka Donkowa   | BUL  | 7,79     |
| 2     | Gloria Uibel       | GDR  | 7,89     |
| 3     | Ginka Sagortschewa | BUL  | 7,92     |
| 4     | Anne Piquereau     | FRA  | 8,05     |
| 5     | Lesley Ann Skeete  | GBR  | 8,07     |
| 6     | Marjan Olyslager   | NED  | 8,09     |

### 3000 m Gehen
| Platz | Athletin                | Land | Zeit (min) |
| ----- | ----------------------- | ---- | ---------- |
| 1     | Natallja Dmitratschenka | URS  | 12:57,99   |
| 2     | Giuliana Salce          | ITA  | 12:59,11   |
| 3     | Monica Gunnarsson       | SWE  | 13:06,46   |
| 4     | Dana Vavřačová          | TCH  | 13:07,47   |
| 5     | Emilia Cano             | ESP  | 13:23,96   |
| 6     | Suzanne Griesbach       | FRA  | 13:26,52   |
| 7     | Teresa Palacios         | ESP  | 13:40,39   |
| 8     | Barbara Kollorz         | FRG  | 13:41,02   |

### Hochsprung
| Platz | Athletin                    | Land | Höhe (m) |
| ----- | --------------------------- | ---- | -------- |
| 1     | Stefka Kostadinowa          | BUL  | 1,97     |
| 2     | Tamara Bykowa               | URS  | 1,94     |
| 3     | Susanne Beyer               | GDR  | 1,91     |
| 3     | Elżbieta Krawczuk-Trylińska | POL  | 1,91     |
| 5     | Heike Redetzky              | FRG  | 1,91     |
| 6     | Janet Boyle                 | GBR  | 1,91     |
| 7     | Danuta Bułkowska            | POL  | 1,88     |
| 7     | Emilija Dragiewa            | BUL  | 1,88     |
| 7     | Katalin Sterk               | HUN  | 1,88     |

### Weitsprung
| Platz | Athletin             | Land | Weite (m) |
| ----- | -------------------- | ---- | --------- |
| 1     | Heike Drechsler      | GDR  | 7,12      |
| 2     | Galina Tschistjakowa | URS  | 6,89      |
| 3     | Jelena Belewskaja    | URS  | 6,76      |
| 4     | Edine van Heezik     | NED  | 6,63      |
| 5     | Agata Karczmarek     | POL  | 6,57      |
| 6     | Antonella Capriotti  | ITA  | 6,45      |
| 7     | Monika Hirsch        | FRG  | 6,43      |
| 8     | Nadine Debois        | FRA  | 6,28      |

### Kugelstoßen
| Platz | Athletin           | Land | Weite (m) |
| ----- | ------------------ | ---- | --------- |
| 1     | Natalja Achrimenko | URS  | 20,84     |
| 2     | Heidi Krieger      | GDR  | 20,02     |
| 3     | Heike Hartwig      | GDR  | 20,00     |
| 4     | Iris Plotzitzka    | FRG  | 18,93     |
| 5     | Stephanie Storp    | FRG  | 18,55     |
| 6     | Judy Oakes         | GBR  | 18,14     |
| 7     | Myrtle Augee       | GBR  | 17,67     |
| 8     | Ursula Stäheli     | SUI  | 17,67     |

## Medaillenspiegel
| Medaillenspiegel Endstand nach 24 Entscheidungen | Medaillenspiegel Endstand nach 24 Entscheidungen | Medaillenspiegel Endstand nach 24 Entscheidungen | Medaillenspiegel Endstand nach 24 Entscheidungen | Medaillenspiegel Endstand nach 24 Entscheidungen | Medaillenspiegel Endstand nach 24 Entscheidungen |
| Platz                                            | Land                                             | Gold                                             | Silber                                           | Bronze                                           | Gesamt                                           |
| ------------------------------------------------ | ------------------------------------------------ | ------------------------------------------------ | ------------------------------------------------ | ------------------------------------------------ | ------------------------------------------------ |
| 1                                                | Deutsche Demokratische Republik                  | 4                                                | 5                                                | 4                                                | 13                                               |
| 1                                                | Sowjetunion                                      | 4                                                | 5                                                | 4                                                | 13                                               |
| 3                                                | Frankreich                                       | 3                                                | 1                                                | 2                                                | 6                                                |
| 4                                                | Niederlande                                      | 3                                                | 1                                                | –                                                | 4                                                |
| 5                                                | Bulgarien                                        | 2                                                | 3                                                | 1                                                | 6                                                |
| 6                                                | Vereinigtes Königreich                           | 2                                                | 1                                                | 2                                                | 5                                                |
| 7                                                | Spanien                                          | 1                                                | 1                                                | 1                                                | 3                                                |
| 8                                                | Schweiz                                          | 1                                                | 1                                                | –                                                | 2                                                |
| 9                                                | Tschechoslowakei                                 | 1                                                | –                                                | 3                                                | 4                                                |
| 10                                               | Polen                                            | 1                                                | –                                                | 2                                                | 3                                                |
| 11                                               | Finnland                                         | 1                                                | –                                                | 1                                                | 2                                                |
| 11                                               | Schweden                                         | 1                                                | –                                                | 1                                                | 2                                                |
| 13                                               | Deutschland                                      | –                                                | 3                                                | 3                                                | 6                                                |
| 14                                               | Italien                                          | –                                                | 3                                                | 1                                                | 4                                                |